# بيل ريان
بيل ريان هو أكاديمي كندي، ولد في 23 ديسمبر 1955 في مونكتون في كندا.